# Macliach
Macliach (hebr. מצליח; oficjalna pisownia w ang. Matzliah) – moszaw położony w Samorządzie Regionu Gezer, w Dystrykcie Centralnym, w Izraelu.

## Położenie
Leży w zachodniej części Szefeli, w otoczeniu miast Ramla i Rechowot, moszawów Jad Rambam, Azarja, Petachja, Sitrijja i Jaszresz, oraz kibucu Na’an. Na zachód od moszawu znajduje się baza Sił Obronnych Izraela, a na północy baza Camp Oded.

## Historia

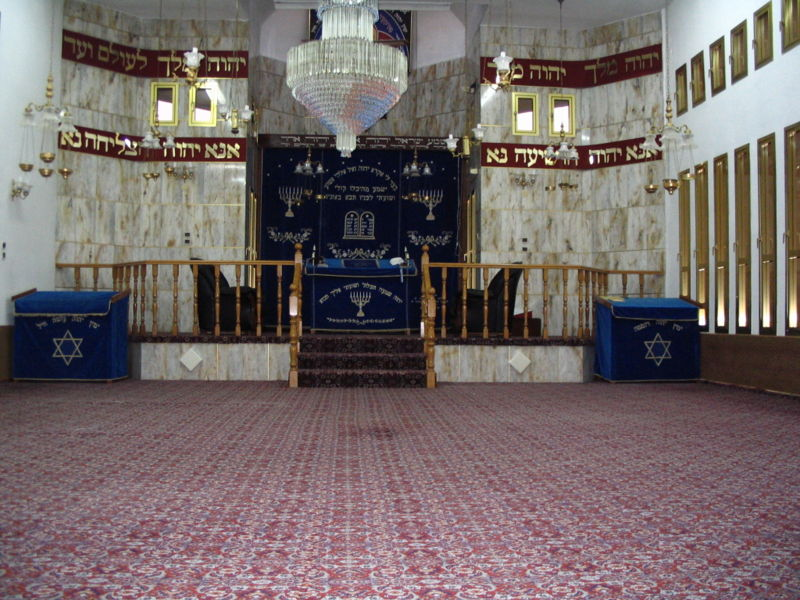
Synagoga w Macliach

Moszaw został założony w 1950 przez karaimskich Żydów, którzy wyemigrowali z Egiptu. Nazwano go na cześć karaimskiego filozofa i pisarza Sahla ben Matzliaha (910-990).
Później osiedlili się tutaj imigranci z Maroka i Indii.
Badania archeologiczne odkryły na północ od moszawu pozostałości muzułmańskiego cmentarza oraz starożytnego akweduktu dostarczającego wodę do miasta Ramla.

## Kultura i sport
W moszawie jest ośrodek kultury oraz boisko do piłki nożnej.

## Gospodarka
Gospodarka moszawu opiera się na intensywnym rolnictwie i uprawach w szklarniach.

## Komunikacja
Na wschód od moszawu przebiega autostrada nr 6 i droga ekspresowa nr 44 (Holon–Eszta’ol), a na północ przebiega autostrada nr 431 (Riszon le-Cijjon-Kefar Szemu’el), brak jednak możliwości wjazdu na nie. Z moszawu wyjeżdża się na północny zachód na drogę nr 4304, którą można dojechać na północ do drogi ekspresowej nr 40 (Kefar Sawa–Ketura) i miasta Ramla, lub na południe do kibucu Na’an.